# Malcolm Keen
Malcolm Keen (* 8. August 1887 in Bristol; † 30. Januar 1970 in London) war ein britischer Schauspieler.

## Leben und Karriere
Der in Bristol geborene Malcolm Keen machte sein Bühnendebüt im Jahr 1902, es folgte eine erfolgreiche Bühnenkarriere mit über 60 Jahren Länge. In England galt er als bekannter Shakespeare-Darsteller und spielte er an führenden Bühnen wie dem Her Majesty’s Theatre, dem Old Vic sowie am Royal Shakespeare Theatre. Am Broadway in New York war er zwischen 1930 und 1963 in zehn Produktionen zu sehen, darunter als Graf Capulet in Romeo und Julia neben Olivia de Havilland sowie als Leonato in Viel Lärm um nichts an der Seite von John Gielgud.
Bereits seit den 1910er-Jahren war Keen auch beim britischen Stummfilm tätig, wobei er Hauptrollen oder größere Nebenrollen spielte. Ende der 1920er-Jahre drehte er drei Filme mit dem jungen Alfred Hitchcock: In Der Bergadler spielte er einen Eremiten, der sich in eine Lehrerin verliebt; in Der Mieter war er als eifersüchtiger Polizist zu sehen, der seinen Liebesrivalen wegen Mordes verhaftet; und auch in Der Mann von der Insel Man war Keens Figur eines Anwalts in ein Liebesdreieck involviert. In der Tonfilmära wurden seine Rollen tendenziell kleiner. In den 1950er-Jahren war er zusätzlich beim Fernsehen tätig und drehte ein paar Filme in Hollywood, darunter Mitchell Leisens Komödie SOS – Zwei Schwiegermütter mit Gene Tierney. Seine letzte Filmrolle spielte er 1962 in Brennende Schuld an der Seite von Patrick McGoohan.
Der Schauspieler war zweimal verheiratet und Vater des Schauspielers Geoffrey Keen, der allerdings weitgehend ohne seinen Vater aufwuchs, da er von der Mutter getrennt lebte. Malcolm Keen starb 1970 im Alter von 82 Jahren in London.

## Filmografie (Auswahl)
- 1916: Jimmy (Kurzfilm)
- 1922: A Bill of Divorcement
- 1927: Der Bergadler (The Mountain Eagle)
- 1927: Der Mieter (The Lodger)
- 1929: Der Mann von der Insel Man (The Manxman)
- 1934: Dangerous Ground
- 1935: The Night of the Party
- 1938: Sixty Glorious Years
- 1942: Der große Händel (The Great Mr. Handel)
- 1951: SOS – Zwei Schwiegermütter (The Mating Season)
- 1951: Der nächtliche Reiter (The Lady and the Bandit)
- 1951: Burg der Rache (Lorna Doone)
- 1953: Der königliche Rebell (Rob Roy: The Highland Rogue)
- 1957: Am seidenen Faden (Fortune Is a Woman)
- 1957: Nicholas Nickleby (Fernsehserie, 9 Folgen)
- 1957: I Accuse!
- 1959: Operation Amsterdam
- 1960: The Secret Kingdom (Fernsehserie, 7 Folgen)
- 1961: Franz von Assisi (Francis of Assisi)
- 1962: Brennende Schuld (Life For Ruth)